# Szegedi Kamarazenekar

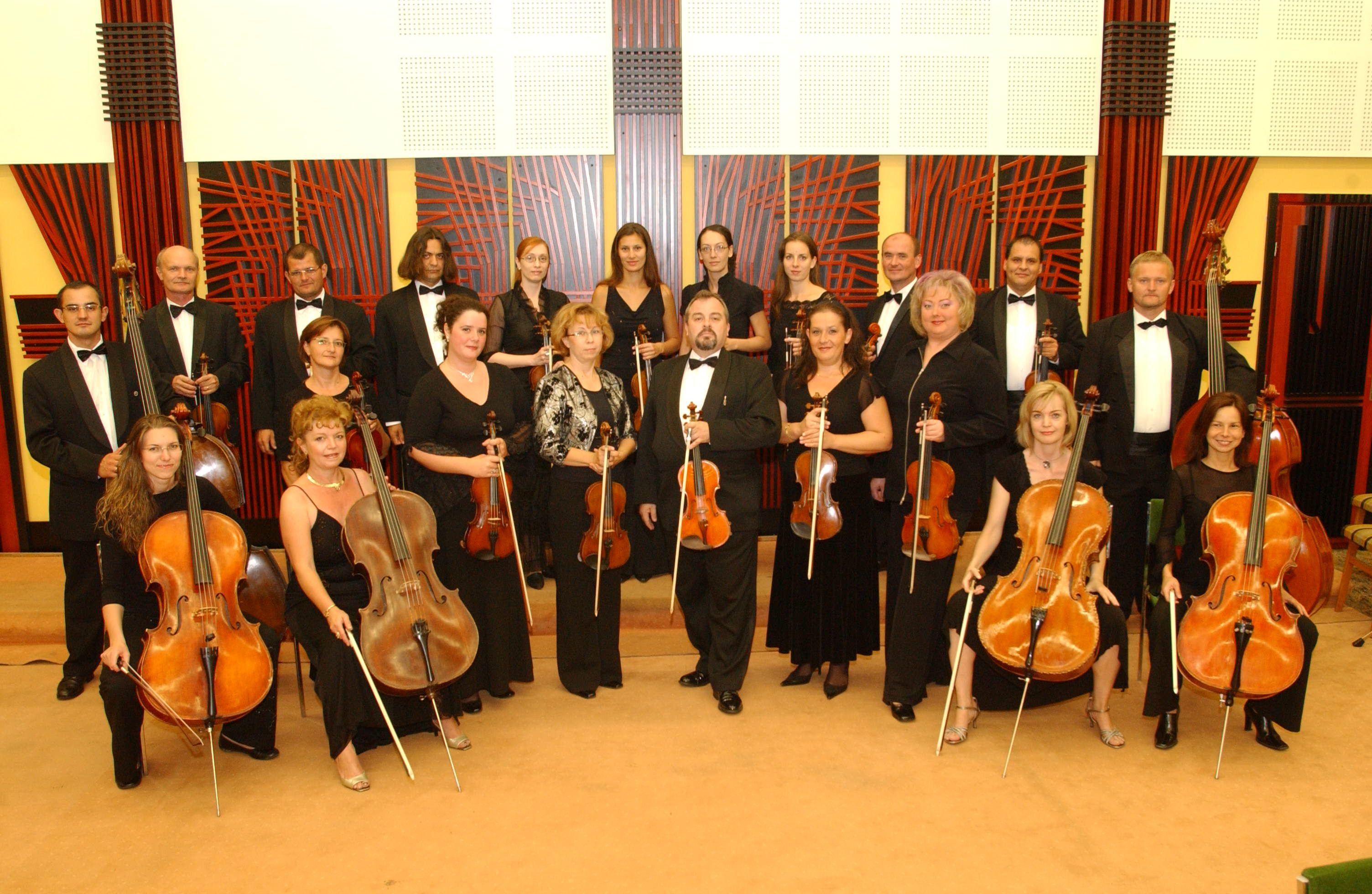
A Szegedi Kamarazenekar a Korzó Zeneházban, Szegeden, 2008-ban

A Szegedi Kamarazenekar alapítója az 1934 és 1944 között Szegeden működő Fricsay Ferenc volt, aki a Szegedi Filharmonikus Egyesület zenekarának (ma: Szegedi Szimfonikus Zenekar) hangszereseiből válogatta az együttes tagjait. Néhány évtized szünet után az 1975-ben főzeneigazgatónak kinevezett Pál Tamás újította fel ezen a néven a szimfonikus zenekar kamarazenekari formációját, mely többé-kevésbé rendszeresen koncertezett a nyolcvanas évek közepéig. Akkoriban a Weninger Richárd vezette Weiner Kamarazenekar, majd a Meszlényi László vezette Musica Parlante Kamarazenekar megalakulásával, illetve Pál Tamás új együttese, a Salieri Kamarazenekar révén sokszínűvé vált a szegedi kamarazenekari élet. Mivel ezeknek az együtteseknek az aktivitása jelentősen csökkent a kétezres évek első évtizede közepére, a kamarazenekari repertoár megszólaltatásának igénye szükségessé tette a Szegedi Kamarazenekar aktivitásának felújítását. A Szegedi Szimfonikus Zenekaron belül 2004-ben Kosztándi István koncertmester vezetésével újjáalakult együttes bizonyos mértékig az említettektől eltérő irányban indult el: nem egy meghatározó karmester-egyéniséghez kötődik, hanem – hasonlóan a Liszt Ferenc Kamarazenekarhoz, vagy az I Musici di Roma Kamarazenekarhoz – a hangversenymester művészeti vezetésével és konkrét irányításával működik, azaz koncertjeinek túlnyomó többségében dirigens nélkül lép fel. Repertoárja a barokktól a kortárs zenéig ível, rendszeresen koncertezik a szegedi kamarazenei bérletekben, ifjúsági sorozatokban, nagy sikerrel mutatkozott be Spanyolországban.